# Charles Strachey

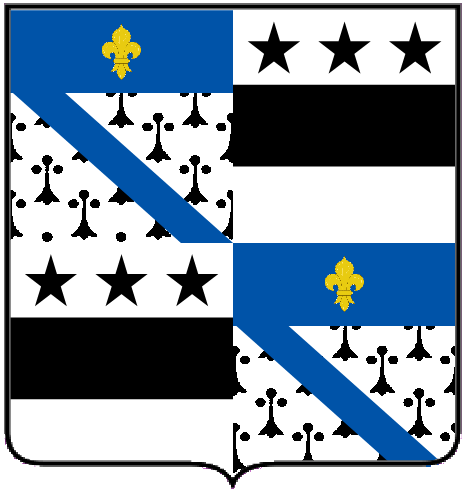
Herb Charlesa Stracheya

Charles Towneley Strachey, 3. baron O’Hagan (ur. 6 września 1945 w Londynie, zm. 23 marca 2025 w Barnstaple) – brytyjski polityk, członek Izby Lordów, poseł do Parlamentu Europejskiego I, II i III kadencji.

## Życiorys
Syn Thomasa Stracheya, który w 1955 popełnił samobójstwo. Wywodził się z rodu baronów Strachey, jego przodek Edward Strachey był członkiem parlamentu. Jego matką chrzestną została przyszła królowa Elżbieta II, na jej dworze od 1959 do 1961 zajmował stanowisko ceremonialne. W 1961 po śmierci dziadka Maurice’a Towneley-O’Hagana odziedziczył tytuł barona O’Hagan. Kształcił się w Eton College i New College w ramach Uniwersytetu Oksfordzkiego, gdzie uzyskał tytuł zawodowy Master of Arts. W latach 1979–1981 był kanclerzem konserwatywnego stowarzyszenia Primrose League.
W latach 1961–1999 dziedziczny członek Izby Lordów, w 1967 wygłosił w nim swoją pierwszą przemowę. Od stycznia 1973 do lipca 1975 oddelegowany do Parlamentu Europejskiego. W 1975 utracił stanowisko europosła po porozumieniu torysów i labourzystów, zakładającym delegowanie do Europarlamentu wyłącznie członków tych dwóch partii (wcześniej Partia Pracy nie wysuwała swoich kandydatów ze względu na występujące tendencje eurosceptyczne).
W tym samym roku wstąpił do Partii Konserwatywnej, z jej listy wybierany w wyborach bezpośrednich do Parlamentu Europejskiego w 1979, 1984 i 1989. Przystąpił do frakcji Europejscy Demokraci, a w 1992 wraz z nią do Europejskiej Partii Ludowej (Chrześcijańskich Demokratów). W marcu 1994 zrezygnował z mandatu ze względu na stan zdrowia. W 1999 utracił miejsce w Izbie Lordów wskutek ustawy ograniczającej liczbę parów dziedzicznych.

## Życie prywatne
Trzykrotnie żonaty. W 1967 poślubił Tamarę Bagration-Imeretinski, wywodzącą się z dynastii Bagratydów. Miał z nią córkę, małżonkowie rozwiedli się w 1984. Od 1985 do 1995 żonaty z Mary Roose-Francis, z którą miał córkę. W 1995 zawarł związek małżeński z Elizabeth Smith. W 2008 sprzedał część swoich tytułów szlacheckich ze względu na złą sytuację finansową i zdrowotną.